# HD 43317
HD 43317，又名BD+04 1181，SAO 113653、HR 2232，是一颗恒星，视星等为6.64，位于銀經205.02，銀緯-5.94，其B1900.0坐标为赤經6h 10m 29.6s，赤緯+4° -5.94′ 56″。